# チュニジアの鉄道
チュニジアの鉄道では、チュニジアにおける鉄道について記す。

## 鉄道史
最初のチュニジアの鉄道は、1872 年8月2日、チュニス - ラマルサ間に開業した（現在のTGM線）。

## 事業者
- チュニジア鉄道 (SNCFT)
- Société des transports de Tunis
- Lézard rouge

## 隣接国との鉄道接続状況
- アルジェリア - （ガルディマウ（英語版） - スーク・アフラース） - 同じ標準軌を採用 1,435 mm (4 ft 8+1⁄2 in)
- リビア - 計画中（ガベス(Gabès) - ラス・アジディール（英語版）） - 1,000 mm軌間の区間は標準軌に改軌する必要がある。